# 陈碧兰
陈碧兰（1902年6月10日—1987年），湖北黄陂人，中国共产党早期党员，中国共产党第五次全国代表大会代表。

## 生平
1902年6月10日，陈碧兰出生于湖北黄陂的一个富裕家庭。1918年进入湖北省立女子师范学校读书。因逃婚而来到上海。1921年3月，陈碧兰加入中国社会主义青年团，同年10月加入中国共产党，介绍人为陈潭秋。1924年随李大钊等人前往莫斯科，当年10月进入莫斯科东方大学学习，1925年从莫斯科回国，最初在开封的中共河南省委工作。1925年秋，陈碧兰从河南回到上海工作。暂任中共上海区委书记的王一飞让她担任区委妇女书记，但她谢绝，而要求到上海曹家渡部委工作，担任妇女书记。但一个月后，她还是接受了王一飞原先的安排，从曹家渡搬到闸北三益北里的机关，担任《中国妇女》杂志的编辑（与杨之华共同担任）:305，1925年8月起担任中共上海区执行委员会妇女运动委员会书记。担任杂志主编期间，陈碧兰曾撰有多篇妇女权益问题的稿件。:38:52。
1927年4月，陈碧兰作为上海代表参加中国共产党第五次全国代表大会。之后由于参与党内托洛茨基派活动与彭述之被一并开除出党。1946年5月1日，陈碧兰在上海创办了托洛茨基主义的杂志《青年与妇女》，出版活动持续到1948年前往香港为止。中华人民共和国成立后，陈碧兰被迫前往越南，之后前往第四国际驻地法国巴黎。1973年，陈碧兰定居美国。1987年去世。:38:52

## 个人生活
在上海期间，陈碧兰和罗亦农成为恋人。自苏联回国之后，在上海期间，陈碧兰的上司是中央宣传部主任彭述之。几个月后，与彭述之建立恋爱关系，并生活在一起:455-456。1925年，陈碧兰和彭述之结婚，并育有一女陈映湘:493。陈碧兰移居欧美后，曾撰写有关于其参与中国革命的回忆录。